# Miloslav Kabeláč

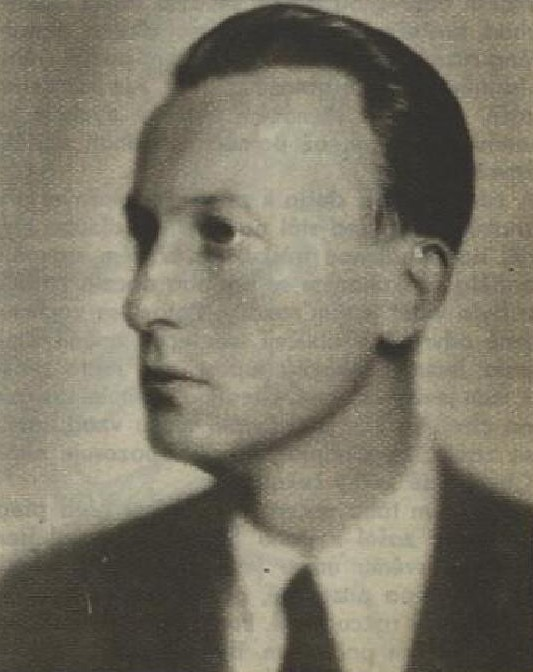
Retrato de Miloslav Kabeláč, 1947.

Miloslav Kabeláč (Praga, 1 de agosto de 1908 - Praga, 17 de septiembre de 1979) fue un compositor y director de orquesta checo. Apreciado especialmente como sinfonista, su obra en este género puede compararse en importancia para la música checa con la de Antonín Dvořák o Bohuslav Martinů.

## Biografía
Tras sus estudios en el Conservatorio de Praga, fue nombrado director de la Orquesta de la Radio de Praga, cargo que mantuvo entre 1932 y 1954 (salvo durante la Segunda Guerra Mundial). Participó activamente en la renovación de la música checa contemporánea. A partir de 1958 dio clases en el Conservatorio y tuvo como alumnos a Zdenek Lukas, Jan Malek, Jaroslav Krcek, Jan Slimacek y a Ivana Loudova, entre otros importantes músicos checos.
Gran sinfonista, sus inquietudes musicales le acercaron a la música electrónica, campo en el que se convirtió en un nombre de absoluta referencia en Europa. Además, dentro de su catálogo tienen gran importancia sus obras dedicadas a la percusión.

## Obras

### Sinfonías
- Sinfonía n.° 1 en re, para cuerdas y percusión, op.11 (1941–1942)
- Sinfonía n.° 2 en do, para gran orquesta, op. 15 (1942–1946)
- Sinfonía n.° 3 en fa, para órgano, metal y timbales, op. 33 (1948–1957)
- Sinfonía n.° 4 en la, «Sinfonía de cámara», op. 36 (1954–1958)
- Sinfonía n° 5 en si bemol menor, «Dramática", para soprano sin texto y orquesta, op. 41 (1960)
- Sinfonía n.° 6 «Concertante», para clarinete y orquesta, op. 44 (1961–1962)
- Sinfonía n.° 7 para orquesta y recitador (sobre textos de la Biblia), op. 52 (1967-1968)
- Sinfonía n.° 8 «Antífonas», para soprano, coro, percusión y órgano, op. 54 (1970)

### Otras obras orquestales
- Obertura n.° 2 para gran orquesta, op. 17 (1947)
- Suite orquestal Caprichos infantiles, op. 22 (1955)
- Suite para Electra de Sófocles para viola, coro femenino y orquesta, op. 28a (1956)
- Misterio del tiempo, pasacalle para gran orquesta, op. 31 (1953–1957)
- Tres melodramas para acompañar la obra de Kuo Mo-jo Señor de Nueve Canciones, para recitador y orquesta de cámara, op. 34b (1957)
- Improvisación para gran orquesta «Hamlet», op. 46 (1962-1963)
- Reflexiones, nueve miniaturas para orquesta, op. 49 (1963-1964)
- Metamorfosis I y II, para piano y orquesta, op. 58 (1979)

### Obras para piano
- Pasacalle TGM, op. 3 (1937)
- Siete composiciones para piano, op.14 (1944-1947)
- Preludios fáciles, op. 26 (1955)
- Ocho preludios para piano, op. 30 (1955-1956)
- Impresiones de países extranjeros, op. 38 (1959)
- Pequeña Suite para piano a cuatro manos, op. 42 (1960)

### Obras para órgano
- Fantasía para órgano en sol minor y re menor, op. 32 (1957-1958)
- Cuatro preludios para órgano, op. 48 (1963)

### Música de cámara
- Sexteto para viento, op. 8 (1940)
- Sonata para oboe y piano, op. 24 (1955)
- Balada para violín y piano, op. 27 (1956)
- Suite para saxófono y piano, op. 39 (1959)
- 8 Invezioni para percusión, op. 45 (1962-1963)
- Otto ricercari, para percusión, op. 51 (1966-1967)
- Lamenti e risolini, 8 bagatelas para flauta y arpa, op. 53 (1969)
- Sonata para trompeta, piano y percusión con recitador, op. 56 (1975-1976)
- Ecos de la lejanía, 5 canciones sin palabras para viola y piano, op. 47 (1963)

### Canciones
- Nanas moravas, para soprano y orquesta de chambre, basadas en melodías populares de Moravia, op. 20 (1951)
- Canciones de amor para soprano, barítono y piano, op. 25 (1955)
- Seis nanas sobre melodías populares para viola, coro femenino y conjunto instrumental, o para viola y piano, op. 29 (1955)
- Cantos de caza para barítono y 4 trompas francesas, op. 37 (1958-1959)

### Obra coral
- 6 coros, sobre textos de Jiří Wolker, op. 10 (1939-1940)
- Cielo azul para coro infantil sobre textos de František Hrubín, op. 19 (1950)
- A la Naturaleza para coro infantil, sobre melodías populares, op. 35 (1957-1958)

### Cantatas
- Neustupujte! («¡No te retires!»), cantata para coro masculino, viento y percusión, sobre la canción husita Kdož jsou Boží bojovníci («Vosotros que sois los guerreros de Dios»), op. 7 (1939)
- Eufemias Mysterion («Misterio del silencio»), para soprano y orquesta de cámara, op. 50 (1964-1965)
- Metamorfosis I y II para coro y barítono, op. 57 (1979)

### Música electroacústica
- E fontibus bohemicis, sobre textos de los anales checos, op. 55 (1965-1972)

## Discografía
Numerosas composiciones fueron creadas para el director checo Karel Ančerl, especialmente las Sinfonías n.º 2 y 5 (de 1957 y 1961, respectivamente), que fueron grabadas por este director y la Orquesta Filarmónica Checa.
Destaca también la versión de Václav Neumann de la Sinfonía n.º 8, grabada igualmente con la Filarmónica Checa y el conjunto francés Los Percusionistas de Estrasburgo.